# Yullaby
Yullaby was een computerspelontwikkelaar gevestigd in Parijs. Het bedrijf werd in 2006 opgericht. Op 2 september 2011 werd Yullaby ontbonden.

## Games
| Titel    | Release           | Platform               |
| -------- | ----------------- | ---------------------- |
| Magnetis | 18 september 2009 | Wii, Microsoft Windows |
| Astro GP | Geannuleerd       | Microsoft Windows      |